# ان‌جی‌سی ۷۵۱۳
ان‌جی‌سی ۷۵۱۳ (انگلیسی: NGC 7513) یک کهکشان مارپیچی میله‌ای است که در صورت فلکی سنگتراش قرار دارد.